# Chronologie de Troyes
La ville de Troyes, capitale historique des comtes de Champagne et forte d'un grand passé historique et d'un riche patrimoine architecturale et urbain, a été désignée Ville d’art et d’histoire. Son nom actuel est dérivé de la tribu des Tricasses. Cet article recense la chronologique, par date, des évènements de la ville.

## AvantJésus-Christ
- -27 : La ville prend le nom de Augustobona

## Premier millénaire
- 212 : Augustobona redevient Tricassium

- 340 : Saint Amateur devient le premier évêque de Troyes.

- 426 : L’évêque saint Ours transforme la basilique en première cathédrale.

- 427 : Première mention des foires de Troyes dans une lettre de l’évêque Sidoine Apollinaire à Saint Loup.

- 451 : Attila arrêté aux champs Catalauniques, la ville échappe à ses dévastations

- 479 : Mort de saint Loup, évêque de Troyes depuis 53 ans.

- 637 : Fondation du monastère de Notre-Dame-aux-Nonnains.

- 720 : Les Sarrasins d’Espagne ravagent la ville.

- 878 : Concile de Troyes avec le pape Jean VIII et sacre de Louis le Bègue.

- 888 : Les Normands dévastent Troyes.

- 892 : Les Normands incendient à nouveau la ville et la cathédrale.

- 925 : L’évêque Anségise sauve Troyes des Normands.

- 940 : Construction de la Cathédrale Saint-Pierre-et-Saint-Paul de Troyes

- 941 : Herbert de Vermandois devient comte de Troyes et de Meaux. C’est le début du comté de Champagne

## Second millénaire

### XIesiècle
- 1040 : Naissance à Ramerupt (près de Troyes) du futur rabbin Salomon Rachi.

### XIIesiècle
- 1107 : Concile de Troyes où siège le pape Pascal II.

- 1114 : Mention des grandes Foires de Champagne.

- 1115 : Mort du talmudiste Rachi / Fondement de Clairvaux.

- 1128 : Concile de Troyes avec saint Bernard et le Comte Thibaut, qui fixe la règle des Templiers.

- 1157 : Complexe palatial des comtes de Champagne.

- 1181 : Mort d’Henri Ier de Champagne qui avait institué la première mairie.

- 1185 : Naissance de Jacques Pantaléon, futur pape Urbain IV.

- 1188 : Grand incendie de Troyes et de sa cathédrale.

- 1191 : Mort de Chrétien de Troyes.

- 1198-1200 : Début de la construction de l’actuelle cathédrale.

### XIIIesiècle
- 1201 à 1204 création des hôtels-Dieu st-Nicolas, st-Esprit.
- 1208 : Reconstruction de la Cathédrale Saint-Pierre-et-Saint-Paul de Troyes.

- 1230 : Thibaut IV rénove les chartes communales de Troyes.

- 1260 : Le Troyen Jacques Pantaléon devient pape sous le nom d’Urbain IV.

- 1284 : Jeanne, dernière héritière des Comtes de Champagne, Rois de Navarre, épouse Philippe le Bel.

### XIVesiècle
- 1304 : Réunion définitive de la Champagne à la couronne de France.
- 1354 : Jean II exempte les papetiers et parchminiers jurés qui vendent à l'Université de Paris de toute taxe, impot.
- 1346 - 1353 : Troyes est victime de la peste noire

### XVesiècle
- 1417 - 1420 : Troyes est la capitale provisoire du gouvernement de la France : Charles VI de France, Isabeau de Bavière et Jean sans Peur (duc de Bourgogne) s’y fixent.

- 21 mai 1420 : Traité de Troyes.

- 2 juin 1420 : Mariage en l’église Saint-Jean de Catherine de France et d’Henri V, roi d’Angleterre.

- 10 juillet 1429 : Entrée à Troyes de Jeanne d’Arc et de Charles VII de France.

- 1470 : Louis XI accorde une charte d’échevinage instaurant un conseil élu à deux degrés avec huit échevins.

- 1493 : Début de la lignée régulière des maires de Troyes.

### XVIesiècle
- 1505 : Premiers statuts de la corporation des bonnetiers.

- 24 mai 1524 : Grand incendie de Troyes.

- 1539, 1541 et 1550 : Crues de la Seine

- 27 août au 4 septembre 1572 : à la suite de la Saint-Barthélemy, on massacre les protestants à Troyes.

- 17 septembre 1590 : Le jour de la Saint Lambert, les protestants manquent de prendre la ville par surprise.

- 1595 : Troyes se décide enfin à laisser entrer le roi Henri IV.

### XVIIesiècle
- Plan cartographique de Troyes en 1697, par Martial Desbois.XVIIe siècle : Fin des travaux de la Cathédrale Saint-Pierre-et-Saint-Paul de Troyes

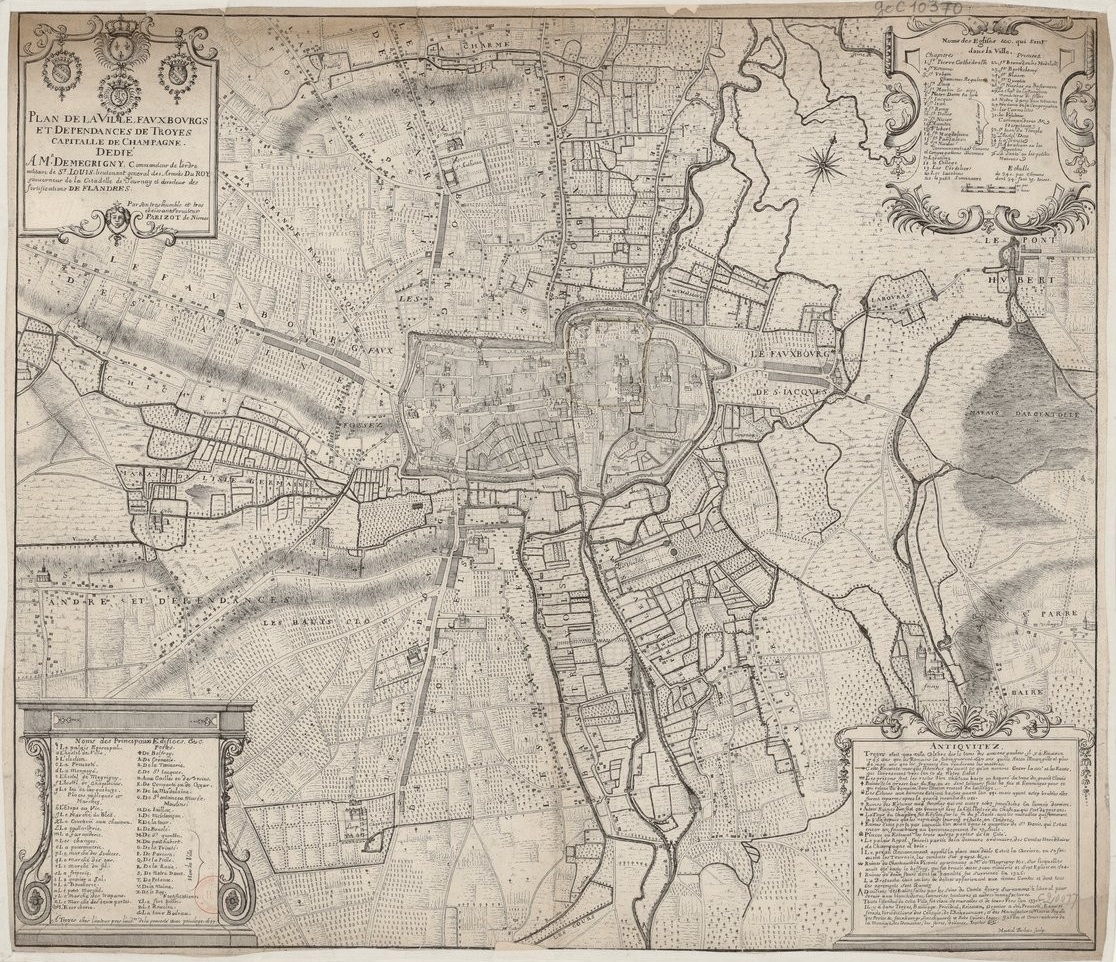
Plan cartographique de Troyes en 1697, par Martial Desbois.

- 1624 : Pose de la première pierre de l’Hôtel de Ville.

- 1640 : Achèvement de la cathédrale.

### XVIIIesiècle
- 1700 : Incendie de la cathédrale de Troyes.

- 1710 : Les dernières foires sont supprimées et déplacées à Reims et Lyon.

- 1750 - 1752 : Inondations sur tout le bassin parisien.

- 1754 : La bonneterie est à nouveau permise à Troyes.

- 1787 : Le Parlement est exilé à Troyes.

- 1789 : (9 septembre) Assassinat du Maire de Troyes, Claude Huez.

- 1790 : Troyes devient chef-lieu du nouveau département de l'Aube et chef-lieu de district.

- 1798 : Fondation du Société académique d'agriculture, des sciences, arts et belles-lettres du département de l'Aube

### XIXesiècle

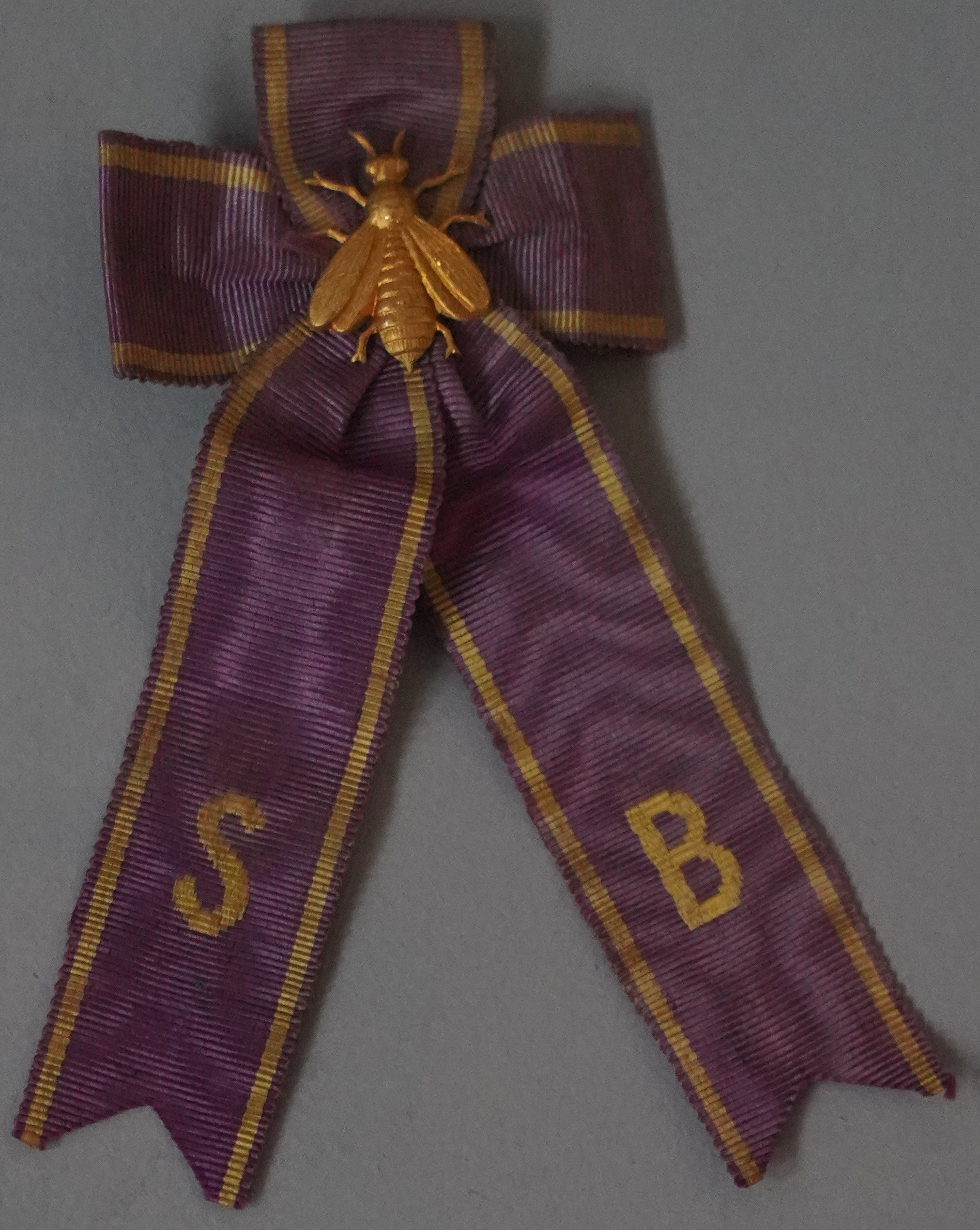
Ruban de la société de protection mutuelle des bonnetiers, milieu du.

- 1805 : Napoléon séjourne plusieurs jours dans la ville. Il fixe le tracé du futur canal.

- 1814 : Pendant la campagne de France, Napoléon fait de Troyes le pivot de ses opérations contre les alliés / La bonneterie compte 12 000 ouvriers.

- 1833 - 1841 : Invention de l’augmentation et de la diminution en bonneterie.

- 1836 : Invention du métier circulaire en bonneterie.

- 1840 : Plusieurs églises de la ville sont classées parmi les monuments historiques / Invention du métier mécanique.

- 10 avril 1848 : Ouverture de la Gare de Troyes

- 1862 : La Cathédrale Saint-Pierre-et-Saint-Paul et l’Hôtel de Mauroy sont classés parmi les monuments historiques

- 1870 - 1871 : Occupation de Troyes par les troupes Prussiennes

- 25 septembre 1899 : La ville se dote d'un réseau de transport en commun

### XXesiècle
- 1900 : Fondation de l'Union Sportive Troyenne

- 1910 : Grandes crues de la Seine / création de l’entreprise Petit Bateau

- 1924 : Ouverture du Stade de l'Aube

- 1932 : L'hôtel de ville est classé parmi les monuments historiques

- 1940 : Les Allemands prennent Troyes.

- 1944 : Libération de Troyes par les troupes américaines du général Patton.

- 1965 : Mise en service du lac d'Orient

- 1968 : Fondation de l'Institut universitaire de technologie de Troyes

- 1970 : Crise du textile (Grève des femmes)

- 1972 : Robert Galley élu maire de Troyes

- 30 janvier 1976 : Début de l'Affaire Patrick Henry

- 1981 : Construction de la centrale nucléaire de Nogent-sur-Seine

- 1982 : Création du Musée d'art moderne de Troyes

- 1988 : l’Hôtel de préfecture de l'Aube est classé parmi les monuments historiques

- 1989 : Mise en service des Lacs Amance et du Temple

- 1993 : Ouverture de Marques Avenue / Première édition des Nuits de Champagne

- 1995 : François Baroin remplace Robert Galley à la mairie de Troyes / Ouverture de Mc Arthur Glen

- 1998 : Fondation de la Technopole de l'Aube

### XXIesiècle
- 2001 : Lancement de la chaine locale Canal 32

- 2003 / 2004 : Rénovation de la rue Émile Zola et de sa galerie marchande

- 2004 : Seule environ 8000 personnes travaillent dans le textile dans Troyes et l'Aube

- 2008 : Travaux de rénovation de la ville (Plan de relance)

- 2009 : Obtention du label Ville d’art et d’histoire

- 2010 - 2011 : Réouverture du Canal de la Haute-Seine